# 第30回ゴールデンラズベリー賞
第30回ゴールデンラズベリー賞は、第82回アカデミー賞授賞式前日の2010年3月6日に行われた。ノミネートは2月1日に発表された。

## できごと
今回は例年の9部門に加え、2000年代の最低作品賞、最低男優賞、最低女優賞も選ばれた。
当日には『ウルトラ I LOVE YOU!』で最低女優賞と最低スクリーンカップル賞を獲得したサンドラ・ブロックが現れ、ポール・バーホーベン（第16回）、トム・グリーン（第22回）、ハル・ベリー（第25回）に続いて史上4人目となる授賞式出席を果たした。ブロックは同作のDVDをゲストたちに配った。またサンドラ・ブロックは同年のアカデミー賞で最優秀主演女優賞も受賞しており、同年にアカデミー賞とラジー賞を受賞したのは初めてである。

## 受賞とノミネートの一覧
受賞は太字、それ以外はノミネートである。

### 最低作品賞
- 『ウルトラ I LOVE YOU!』 (20世紀フォックス)
- 『G.I.ジョー』 (パラマウント/ハズブロ)
- 『マーシャル博士の恐竜ランド』 (ユニバーサル)
- 『オールド・ドッグ』 (ディズニー)
- 『トランスフォーマー: リベンジ』 (ドリームワークス/パラマウント)

### 最低男優賞
- ジョナス・ブラザーズ全員 - 『ジョナス・ブラザーズ ザ・コンサート 3D』
- ウィル・フェレル - 『マーシャル博士の恐竜ランド』
- スティーヴ・マーティン - 『ピンクパンサー2』
- エディ・マーフィ - 『エディ・マーフィの劇的1週間』
- ジョン・トラボルタ - 『オールド・ドッグ』

### 最低女優賞
- ビヨンセ - 『オブセッション 歪んだ愛の果て』
- サンドラ・ブロック - 『ウルトラ I LOVE YOU!』
- マイリー・サイラス - 『ハンナ・モンタナ/ザ・ムービー』
- ミーガン・フォックス - 『トランスフォーマー: リベンジ』、『ジェニファーズ・ボディ』
- サラ・ジェシカ・パーカー - 『噂のモーガン夫妻』

### 最低助演男優賞
- ビリー・レイ・サイラス - 『ハンナ・モンタナ/ザ・ムービー』
- ヒュー・ヘフナー - Miss March
- ロバート・パティンソン - 『ニュームーン/トワイライト・サーガ』
- ヨーマ・タコンヌ - 『マーシャル博士の恐竜ランド』
- マーロン・ウェイアンズ - 『G.I.ジョー』

### 最低助演女優賞
- キャンディス・バーゲン - 『ブライダル・ウォーズ』
- アリ・ラーター - 『オブセッション 歪んだ愛の果て』
- シエナ・ミラー - 『G.I.ジョー』
- ケリー・プレストン - 『オールド・ドッグ』
- ジュリー・ホワイト - 『トランスフォーマー: リベンジ』

### 最低スクリーンカップル賞
- ケヴィン&ジョー&ニック・ジョナス - 『ジョナス・ブラザーズ ザ・コンサート 3D』
- サンドラ・ブロックとブラッドリー・クーパー - 『ウルトラ I LOVE YOU!』
- ウィル・フェレルと出演者全員とクリエイター - 『マーシャル博士の恐竜ランド』
- シャイア・ラブーフとミーガン・フォックス - 『トランスフォーマー: リベンジ』
- クリステン・スチュワートとロバート・パティンソンとテイラー・ロートナー - 『ニュームーン/トワイライト・サーガ』

### 最低監督賞
- マイケル・ベイ - 『トランスフォーマー: リベンジ』
- ウォルト・ベッカー - 『オールド・ドッグ』
- ブラッド・シルバーリング - 『マーシャル博士の恐竜ランド』
- スティーブン・ソマーズ - 『G.I.ジョー』
- フィル・トレイル - 『ウルトラ I LOVE YOU!』

### 最低脚本賞
- 『ウルトラ I LOVE YOU!』 - キム・バーカー
- 『G.I.ジョー』 - スチュアート・ビーティー、デヴィッド・エリオット、ポール・ラヴェット
- 『マーシャル博士の恐竜ランド』 - クリス・ヘンチー、デニス・マクニコラス
- 『トランスフォーマー: リベンジ』 - アレックス・カーツマン、ロベルト・オーチー、アーレン・クルーガー
- 『ニュームーン/トワイライト・サーガ』 - メリッサ・ローゼンバーグ

### 最低リメイク及び続編賞
- 『トランスフォーマー: リベンジ』
- 『G.I.ジョー』
- 『マーシャル博士の恐竜ランド』
- 『ピンクパンサー2』
- 『ニュームーン/トワイライト・サーガ』

### 2000年代最低賞

#### 2000年代最低作品賞
- 『バトルフィールド・アース』 (2000年、ワーナー・ブラザース、第21回7冠)
- 『フレディのワイセツな関係』 (2001年、20世紀フォックス、第22回5冠)
- 『ジーリ』 (2004年、ワーナー・ブラザース、第24回6冠)
- I Know Who Killed Me (2007年、トライスター ピクチャーズ、第28回8冠)
- 『スウェプト・アウェイ』 (2002年、スクリーン ジェムズ、第22回5冠)

#### 2000年代最低男優賞
- ベン・アフレック - 『デアデビル』、『ジーリ』、『世界で一番パパが好き!』、『ペイチェック 消された記憶』、『パール・ハーバー』、『恋のクリスマス大作戦』
- エディ・マーフィ - 『プルート・ナッシュ』、『アイ・スパイ』、『エディ・マーフィの劇的1週間』、『デイブは宇宙船』、『マッド・ファット・ワイフ』、『ショウタイム』
- マイク・マイヤーズ - 『ハットしてキャット』、『愛の伝道師 ラブ・グル』
- ロブ・シュナイダー - 『アニマルマン』、『がんばれ!ベンチウォーマーズ』、Deuce Bigalow: European Gigolo、Grandma's Boy、『ホット・チック』、『チャックとラリー おかしな偽装結婚!?』、『最凶赤ちゃん計画』、『リトル★ニッキー』
- ジョン・トラボルタ - 『バトルフィールド・アース』、『ドメスティック・フィアー』、『ラッキー・ナンバー』、『オールド・ドッグ』、『ソードフィッシュ』

#### 2000年代最低女優賞
- マライア・キャリー - 『グリッター きらめきの向こうに』
- パリス・ヒルトン - The Hottie and the Nottie、『蝋人形の館』、『REPO! レポ』
- リンジー・ローハン - 『ハービー/機械じかけのキューピッド』、I Know Who Killed Me、『ラッキー・ガール』
- ジェニファー・ロペス - 『エンジェル・アイズ』、『イナフ』、『ジーリ』、『世界で一番パパが好き!』、『メイド・イン・マンハッタン』、『ウエディング宣言』、『ウェディング・プランナー』
- マドンナ - 『007 ダイ・アナザー・デイ』、『2番目に幸せなこと/ネクスト・ベスト・シング』、『スウェプト・アウェイ』